# Twifo Hemang

Twifo Hemang (alternativt Hemang, Heman eller Heman Mpenkro) är en ort i södra Ghana. Den är huvudort för distriktet Hemang Lower Denkyira, och folkmängden uppgick till 9 342 invånare vid folkräkningen 2010.